# USS Merrimac (1894)
El USS Merrimac (a veces llamado erróneamente USS Merrimack) fue un buque de vapor de la armada de los Estados Unidos que se hundió en la Guerra hispano-estadounidense de 1898. Fue el único buque estadounidense que hundió España en ese conflicto, aunque había logrado dejar a algunos buques menores bastante dañados en escaramuzas como la batalla de Cárdenas o la Batalla de Manzanillo.

## Nombre
A menudo es llamado erróneamente "Merrimack" y confundido con una serie de buques estadounidenses entre los cuales destaca el USS Merrimack, que dio lugar a uno de los primeros acorazados de la historia: el CSS Virginia que luchó en la guerra civil estadounidense (1861-1865).

## Historia

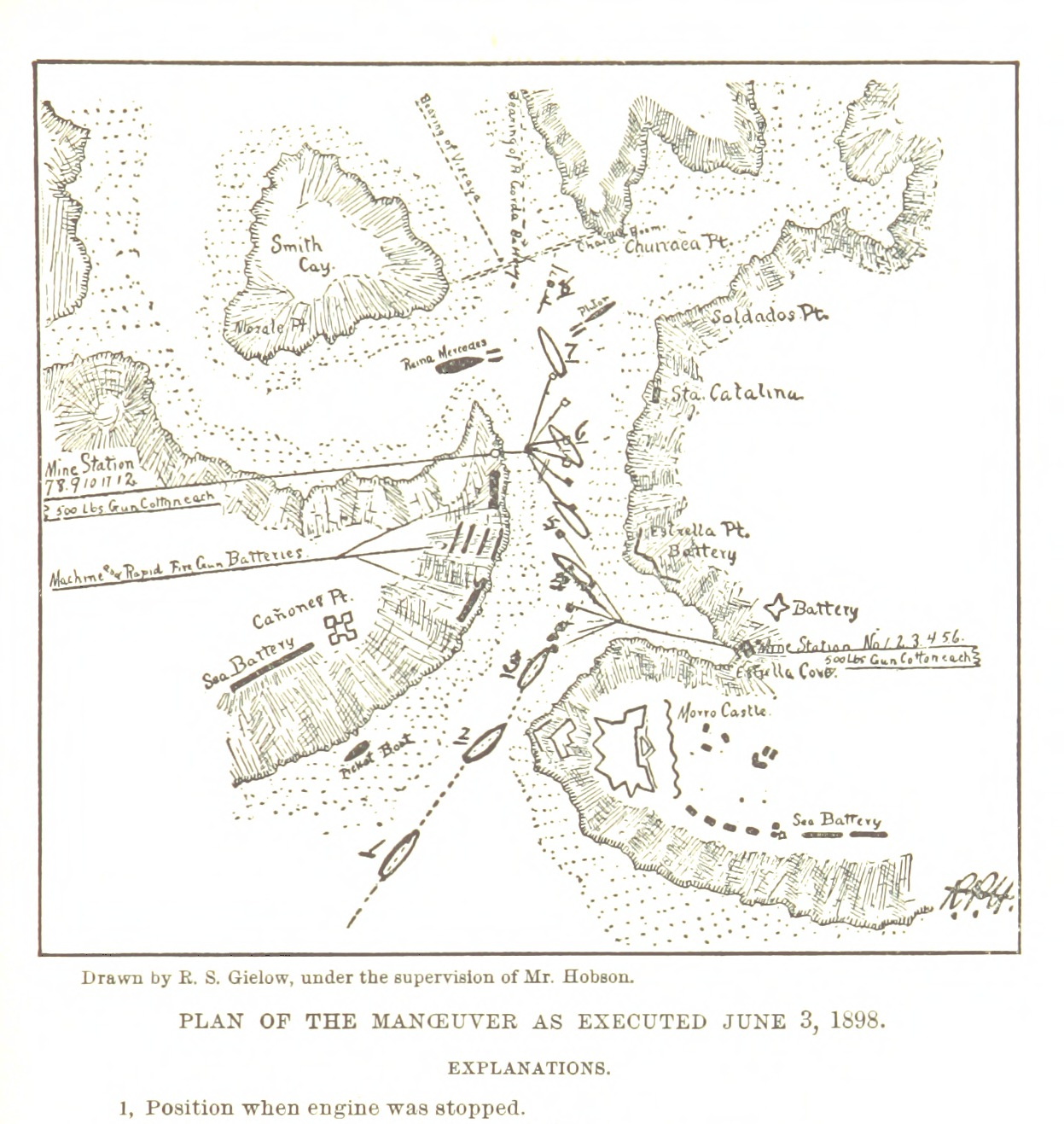
Plano del puerto de Santiago, que muestra el rumbo del Merrimac y las baterías costeras y buques españoles que la hundieron.

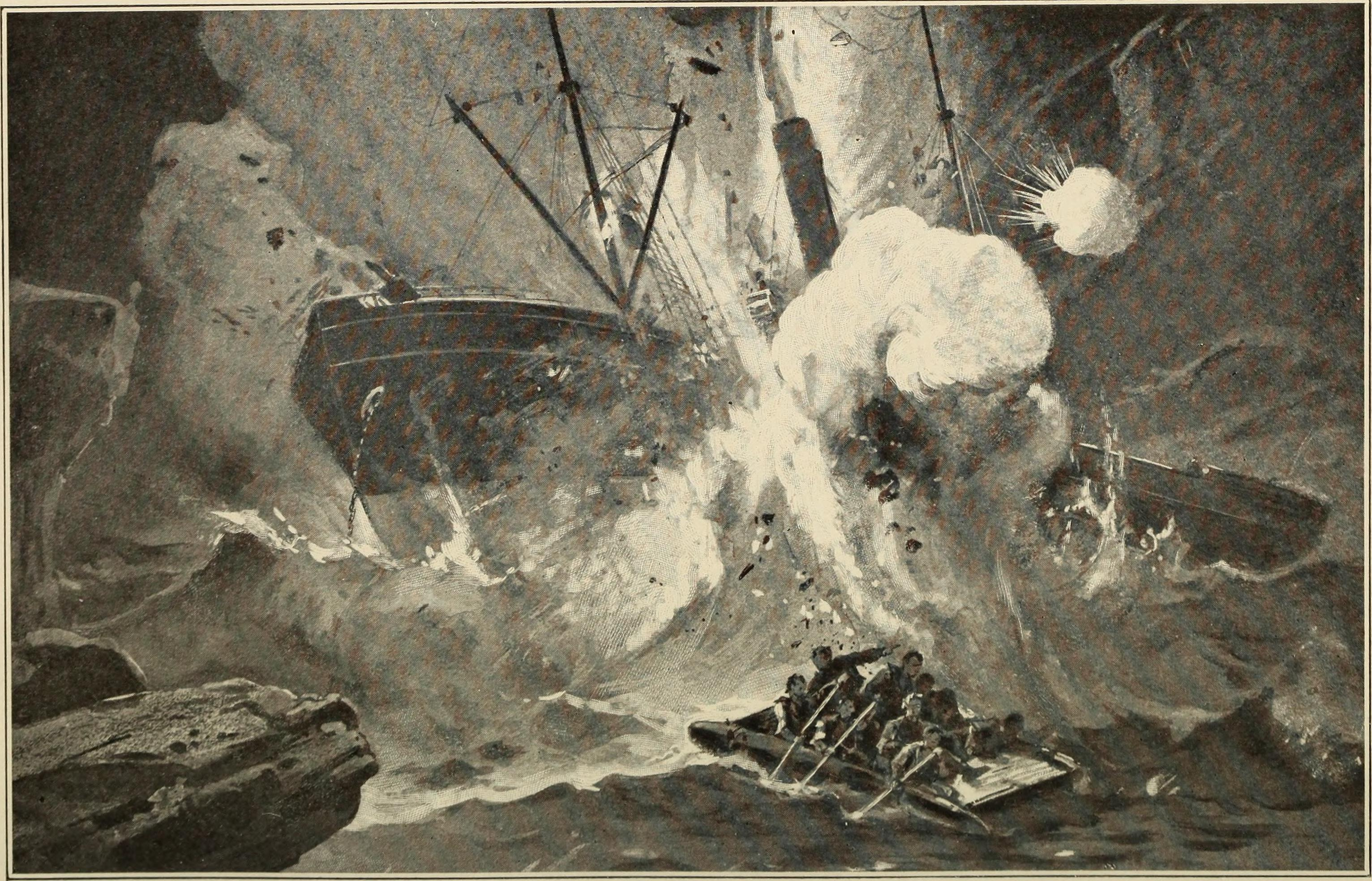
Ilustración sobre el hundimiento del Merrimac.

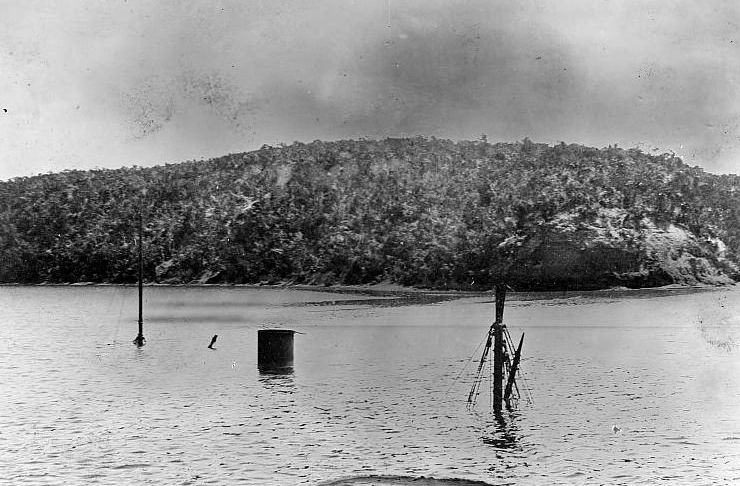
Los restos hundidos del barco minero USS Merrimac de la Armada de los Estados Unidos en la entrada del puerto en Santiago de Cuba.

El Merrimac fue un barco de vapor, construido por Swan & Hunter astillero como SS Solveig en Wallsend (Inglaterra) en noviembre de 1894. Fue comprado por la Armada de Estados Unidos en abril de 1898 en previsión de una guerra contra España en Cuba. El contraalmirante William T. Sampson le ordenó que fuera hundido en la entrada del puerto de Santiago de Cuba para bloquear la salida de la flota española allí estacionada, mandada por el Almirante Cervera. 
En la noche de junio del 2 al 3, ocho voluntarios intentaron ejecutar esta misión, pero las baterías terrestres del puerto le dañaron seriamente y le dejaron desgobernado alejándose del puerto. Posteriormente fue hundido por los disparos y los torpedos del crucero protegido  Vizcaya, el crucero  Reina Mercedes, y el destructor  Plutón sin lograr su objetivo de obstruir la entrada del puerto. Sus tripulantes fueron rescatados por los españoles y hechos prisioneros de guerra, siendo bien tratados y reconociéndolo posteriormente.
El propio almirante español Pascual Cervera felicitó personalmente a los prisioneros estadounidenses tras su intento fallido por la valentía demostrada.
Un mes después sucedió la Batalla naval de Santiago de Cuba, en la cual se destruyó la flota española y los hombres fueron puestos en libertad. Los ocho tripulantes fueron premiados con la Medalla de Honor por su participación en la fracasada misión.
Curiosamente es posible visitar de forma guiada el pecio de este buque junto con los restos de los barcos españoles de la escuadra del Almirante Cervera hundidos un mes después y que se encuentran relativamente cerca.